# Українські фільми 2010-х
Список українських фільмів 2010-х років.

## 2010
| Назва                                         | Режисер                | Виробник        | Головні актори                                                                                                 | Жанр                      | Мова стрічки | Примітки                                                                                   |
| --------------------------------------------- | ---------------------- | --------------- | --- | ------------------------- | ------------ | ------------------------------------------------------------------------------------------ |
| 2010                                          |                        |                 | |                           |              |                                                                                            |
| Золотий вересень. Хроніка Галиччини 1939–1941 | Тарас Химич            | Invert pictures | | Історичний                | українська   | Україна Документальний (50 хв)                                                             |
| Щастя моє                                     | Сергій Лозниця         |                 | Віктор Немец Володимир Головін Ольга Шувалова Дмитро Піддубний Богдан Ступка                                   | Драма                     | російська    | Україна Ігровий (127 хв) Рейтинг «Найкращі українські фільми часів незалежності 1992–2011» |
| Останній лист                                 | Юрій Ковальов          |                 | Родіон Прокопенко Міша Глоба Олександр Фуртас Тетяна Несвідоменко Ася Прокопенко Володимир Тихий Юрій Ковальов | Драма, комедія            | українська   | Україна Короткометражний Участник конкурсної програми кінофестивалю "Молодість" 2010       |
| Отамани холодного яру                         | Олександр Домбровський |                 | | Документалістика, історія | українська   | Україна Документальний                                                                     |
| Тризуб Нептуна                                | Іван Канівець          |                 | | Документалістика, історія | українська   | Україна Документальний                                                                     |

## 2011
| Назва                          | Режисер         | Виробник    | Головні актори                                                     | Жанр          | Мова стрічки | Примітки |
| ------------------------------ | --------------- | ----------- | ------------------------------------------------------------------ | ------------- | ------------ | --- |
| 2011                           |                 |             |                                                                    |               |              | |
| 16 років. Революція на граніті |                 |             |                                                                    |               | українська   | Україна Документальний                                                                                      |
| 4 дні в травні                 |                 |             |                                                                    |               |              | Україна Ігровий                                                                                             |
| Аня, «Волга», рок-н-рол        |                 |             |                                                                    |               |              | Україна Ігровий                                                                                             |
| Гамбург                        |                 |             |                                                                    |               |              | Україна Короткометражний                                                                                    |
| В суботу                       |                 |             |                                                                    |               |              | Україна Ігровий                                                                                             |
| Біла ворона                    |                 |             |                                                                    |               |              | Україна Мультфільм                                                                                          |
| Борода                         |                 |             |                                                                    |               |              | Україна Короткометражний                                                                                    |
| Без ГМО                        |                 |             |                                                                    |               |              | Україна Короткометражний                                                                                    |
| Вище голову!                   |                 |             |                                                                    |               |              | Україна Документальний                                                                                      |
| Врятована                      |                 |             |                                                                    |               |              | Україна Короткометражний                                                                                    |
| Гамер                          | Олег Сенцов     |             | Владислав Жук Олександр Федотов Жанна Бірюк                        |               |              | Україна Ігровий Приз Міжнародного кінофестивалю в Карлових Варах «Топ-10 українських фільмів 2012 року»     |
| Дім з башточкою                | Єва Нейман      |             | Інна Руді, Марина Поліцеймако Альберт Філозов Дмитро Кобецкий      |               | російська    | Україна Ігровий Приз На Міжнародному кінофестивалі в Карлових Варах «Топ-10 українських фільмів 2012 року». |
| Закохані в Київ                |                 |             |                                                                    |               |              | Україна Ігровий                                                                                             |
| Земля забуття                  |                 |             |                                                                    |               |              | Україна Художній                                                                                            |
| Колюня                         |                 |             |                                                                    |               |              | Україна Документальний                                                                                      |
| Кохаю і крапка                 |                 |             |                                                                    |               |              | Україна Ігровий                                                                                             |
| Ключ до успіху                 |                 |             |                                                                    |               |              | Україна Ігровий                                                                                             |
| Моя країна — Україна           |                 |             |                                                                    |               |              | Україна Мультфільм                                                                                          |
| Не переймайся                  |                 |             |                                                                    |               |              | Україна Ігровий                                                                                             |
| Крос                           | Марина Врода    |             |                                                                    | Драма         |              | Україна, Франція Короткометражний (15 хв) «Золота пальмова гілка» на Каннському кінофестивалі               |
| Папуга                         |                 |             |                                                                    |               |              | Україна Короткометражний                                                                                    |
| Рок-н-болл                     |                 |             |                                                                    |               |              | Україна Ігровий                                                                                             |
| Семінар                        |                 |             |                                                                    |               |              | Україна Ігровий                                                                                             |
| Синдбад                        |                 |             |                                                                    |               |              | Україна Мультфільм                                                                                          |
| Та поїду!                      |                 |             |                                                                    |               |              | Україна Короткометражний                                                                                    |
| Той хто пройшов крізь вогонь   | Михайло Іллєнко | Інсайтмедіа | Дмитро Лінартович Віталій Лінецький Ольга Гришина Віктор Андрієнко | Пригодницький | українська   | Україна Ігровий (110 хв) «Топ-10 українських фільмів 2012 року».                                            |
| Хворісукалюди                  |                 |             |                                                                    |               |              | Україна Документальний                                                                                      |
| Чай з бергамотом               |                 |             |                                                                    |               |              | Україна Ігровий                                                                                             |

## 2012
| Назва                                          | Режисер                                                                                       | Виробник        | Головні актори                                                                   | Жанр | Мова стрічки | Примітки                                                                       |
| ---------------------------------------------- | --------------------------------------------------------------------------------------------- | --------------- | -------------------------------------------------------------------------------- | ---- | ------------ | ------------------------------------------------------------------------------ |
| 2012                                           |                                                                                               |                 |                                                                                  |      |              |                                                                                |
| DAU                                            |                                                                                               | Фреш-Продакшн   |                                                                                  |      |              | Україна                                                                        |
| Альманах "Поза Евро"                           |                                                                                               | Magika film     |                                                                                  |      |              | Україна                                                                        |
| Апартаменти                                    | Олександр Шапіро                                                                              |                 | Ліза Шапіро Вероніка Дукельська Наталія Даналакі Антон Комяхов Віталій Лінецький |      | російська    | Україна «Топ-10 українських фільмів 2012 року».                                |
| Богині                                         |                                                                                               |                 |                                                                                  |      |              | Україна                                                                        |
| Гайдамака                                      |                                                                                               |                 |                                                                                  |      |              | Україна                                                                        |
| Жага                                           |                                                                                               |                 |                                                                                  |      |              | Україна                                                                        |
| Жінки Мирослава                                |                                                                                               |                 |                                                                                  |      |              | Україна                                                                        |
| Зона                                           |                                                                                               |                 |                                                                                  |      |              | Україна                                                                        |
| Ескімоска                                      | Олексій Шапарєв                                                                               |                 |                                                                                  |      |              | Україна                                                                        |
| І я знову лечу до сонця                        |                                                                                               |                 |                                                                                  |      |              | Україна                                                                        |
| ІІсторія графомана                             |                                                                                               |                 |                                                                                  |      |              | Україна                                                                        |
| Кавказький бурий ведмідь                       |                                                                                               |                 |                                                                                  |      |              | Україна                                                                        |
| Кінопроби. Однокурсники                        | Кіра Муратова                                                                                 |                 | Рената Літвінова Сергій Маковецький Олег Табаков Алла Дємідова Віталій Лінецький |      | російська    | Україна «Топ-10 українських фільмів 2012 року»                                 |
| Красна Маланка                                 |                                                                                               |                 |                                                                                  |      |              | Україна                                                                        |
| Костянтин Степанков. Спомини після життя       |                                                                                               |                 |                                                                                  |      |              | Україна Документальний                                                         |
| Лабіринт                                       |                                                                                               |                 |                                                                                  |      |              | Україна                                                                        |
| Лицар дикого поля                              |                                                                                               |                 |                                                                                  |      |              | Україна                                                                        |
| Ломбард                                        |                                                                                               | Лінкед філмс    |                                                                                  |      |              | Україна                                                                        |
| Люби мене                                      |                                                                                               | Феномен-Україна |                                                                                  |      |              | Україна                                                                        |
| Мамо, я льотчика люблю                         | Олександр Ігнатуша                                                                            |                 | Ольга Сумська Любава Грєшнова Ігор Пісний Сергій Калантай Дарина Боцманова       |      |              | Україна «Топ-10 українських фільмів 2012 року»                                 |
| Останнє покоління                              |                                                                                               | Чудеса-фільм    |                                                                                  |      |              | Україна                                                                        |
| Отаман українського кіно                       |                                                                                               |                 |                                                                                  |      |              | Україна Документальний                                                         |
| Пісня Галагана                                 |                                                                                               |                 |                                                                                  |      |              | Україна                                                                        |
| Під електричними хмарами                       |                                                                                               | Панама Гран Прі |                                                                                  |      |              | Україна                                                                        |
| Плем'я                                         | М. Слабошпицький                                                                              |                 |                                                                                  |      |              | Україна                                                                        |
| По той бік ночі                                |                                                                                               | Татофільм       |                                                                                  |      |              | Україна                                                                        |
| Польові випробування української вдачі         |                                                                                               |                 |                                                                                  |      |              | Україна                                                                        |
| Помин                                          | Цілик Ірина                                                                                   | Директорія кіно | Toma Vaškevičiūtė Геннадій Попенко Олександр Ігнатуша Ніна Набока Іва Могильник  |      |              | Україна Ігровий                                                                |
| Пригоди Котигорошка та його друзів             |                                                                                               |                 |                                                                                  |      |              | Україна                                                                        |
| Професіонали                                   |                                                                                               |                 |                                                                                  |      |              | Україна                                                                        |
| Птахи                                          |                                                                                               |                 |                                                                                  |      |              | Україна                                                                        |
| Роксолана                                      |                                                                                               | Артхаус Трафік  |                                                                                  |      |              | Україна                                                                        |
| Сергій Чепік                                   |                                                                                               |                 |                                                                                  |      |              | Україна Документальний                                                         |
| Спостерігач                                    |                                                                                               |                 |                                                                                  |      |              | Україна                                                                        |
| Такі красиві люди                              |                                                                                               |                 |                                                                                  |      |              | Україна                                                                        |
| Таємна свобода                                 |                                                                                               |                 |                                                                                  |      |              | Україна                                                                        |
| Той же шлях                                    |                                                                                               |                 |                                                                                  |      |              | Україна                                                                        |
| Тепер я буду любити тебе                       |                                                                                               | 435 Філмс       |                                                                                  |      |              | Україна                                                                        |
| Хто боїться дядечка Бабая?                     |                                                                                               |                 |                                                                                  |      |              | Україна                                                                        |
| Україно, goodbye                               | Мирослав Слабошпицький Євген Матвієнко Дмитро Сухоліткий-Собчук Юрій Ковальов Володимир Тихий | Патріот-Фільм   |                                                                                  |      |              | Україна Збірка короткометражних фільмів «Топ-10 українських фільмів 2012 року» |
| Хронікер на хвилях хроніки та "Укркінохроніки" |                                                                                               |                 |                                                                                  |      |              | Україна                                                                        |
| Час життя об'єкта в кадрі                      |                                                                                               |                 |                                                                                  |      |              | Україна                                                                        |
| Шлях до вершини                                |                                                                                               |                 |                                                                                  |      |              | Україна                                                                        |

## 2013
| Назва                        | Режисер            | Виробник                                                                | Головні актори                                                      | Жанр               | Мова стрічки | Примітки |
| ---------------------------- | ------------------ | ----------------------------------------------------------------------- | ------------------------------------------------------------------- | ------------------ | ------------ | --- |
| 2013                         |                    |                                                                         |                                                                     |                    |              | |
| Delirium                     | Ігор Подольчак     | MF Films (Україна) Podolchak Films (Україна) Paulus von Lemberg (Чехія) | Володимир Хим'як Леся Войневич Петро Рибка Ольга Горбач Ольга Бакус | Психоделічна драма | українська   | Україна, Чехія Ігровий (96 / 100 хв) «Топ-10 українських фільмів 2012 року». Світова прем'єра 4 березня 2013 року в конкурсній програмі «Тиждень режисерів» на міжнародному кінофестівалі «Фанташпорту — 2013», Порту, Португалія. «Перший Приз» Багдадський міжнародний кінофестиваль. |
| Брати. Остання сповідь       |                    |                                                                         |                                                                     |                    |              | Україна |
| Дорога на Захід              |                    |                                                                         |                                                                     |                    |              | Україна |
| Доторкнись і побач           |                    |                                                                         |                                                                     |                    |              | Україна |
| Звичайна справа              | Валентин Васянович | Гармата фільм Продакшн                                                  | Тарас Денисенко Віталій Лінецький Леся Самаєва Семен Фурман         | Драма              | українська   | Україна «Топ-10 українських фільмів 2012 року» |
| Іван Сила                    |                    |                                                                         |                                                                     |                    |              | Україна |
| Ломбард                      |                    |                                                                         |                                                                     |                    |              | Україна |
| Микита Кожум'яка             |                    | Телекон                                                                 |                                                                     |                    |              | Україна |
| Параджанов                   |                    |                                                                         |                                                                     |                    |              | Україна |
| Плем'я                       |                    |                                                                         |                                                                     |                    |              | Україна |
| Поводир, або квіти мають очі |                    |                                                                         |                                                                     |                    |              | Україна |
| Синевир                      |                    |                                                                         |                                                                     |                    |              | Україна |
| Солов'ї, солов'ї             |                    |                                                                         |                                                                     |                    |              | Україна Солов'ї, солов'ї |
| Тіні незабутих предків       |                    |                                                                         |                                                                     |                    |              | Україна |

## 2014
| Назва              | Режисер            | Виробник      | Головні актори                                                                                                   | Жанр                    | Мова стрічки | Примітки |
| ------------------ | ------------------ | ------------- | --- | ----------------------- | ------------ | --- |
| 2014               |                    |               | |                         |              | |
| Толока             |                    |               | |                         |              | Україна |
| Фабрика реальності |                    |               | |                         |              | Україна |
| Трубач             | Анатолій Матешко   |               | - Олексій Горбунов - Володимир Горянський                                                                        | мюзикл,сімейний         | українська   | Україна |
| Майдан             | Сергій Лозниця     |               | | Документалістика        | українська   | Україна, Нідерланди Гран-прі Кінофестивалю «Астра» в Сібіу "Найкращий фільм" Міжнародного кінофестивалю з прав людини у Нюрнберзі                                                 |
| Бабай              | Марина Медвідь     | Укранімафільм | | Фентезі Пригоди Комедія | українська   | Україна |
| Смертельно живий   | Максим Стецков     |               | - Максим Стецков - Вікторія Варлей - Олександр Герелес - Олег Примогенов - В'ячеслав Довженко - Михайло Кришталь | Драма                   | російська    | Україна |
| Присмерк           | Валентин Васянович | Harmata Film  | Олександр Васянович Марія Васянович                                                                              | Документалістика        | українська   | Україна Особлива відзнака Міжнародного кінофестивалю Docudays, перемога у конкурсі найкращих українських повнометражних фільмів 2014-го року Одеського міжнародного кінофестивалю |

## 2017
| Назва          | Режисер        | Виробник                             | Головні актори | Жанр                 | Мова стрічки | Примітки |
| -------------- | -------------- | ------------------------------------ | -------------- | -------------------- | ------------ | --- |
| 2017           |                |                                      |                |                      |              | |
| Merry-Go-Round | Ігор Подольчак | MF Films (Україна) Lentimax (Польща) |                | Психоделічне видіння | без тексту   | Україна, Польща Ігровий (5 хв) Фільм був номінований на: - Найкращий український короткометражний фільм. Одеський міжнародний кінофестиваль. Україна. - Avant-guarde & Experimental Special Award. Скепто Міжнародний кінофестиваль. Кальярі Італія, 2018 |